# Tereszpol-Zygmunty
Tereszpol-Zygmunty – wieś w Polsce położona w województwie lubelskim, w powiecie biłgorajskim, w gminie Tereszpol.
| SIMC    | Nazwa  | Rodzaj    |
| ------- | ------ | --------- |
| 0902040 | Zahart | część wsi |

W latach 1975–1998 miejscowość administracyjnie należała do województwa zamojskiego. 
Wieś stanowi sołectwo gminy Tereszpol. Według Narodowego Spisu Powszechnego z roku 2011 wieś liczyła 740 mieszkańców i była trzecią co do liczby ludności miejscowością gminy.
Wierni Kościoła rzymskokatolickiego należą do parafii Matki Bożej Częstochowskiej w Tereszpolu.